# Schlacht in der Mobile Bay
Die Schlacht in der Mobile Bay war eine Seeschlacht während des Amerikanischen Bürgerkriegs, in der der Union die Eroberung einer wichtigen Nachschubbasis der Konföderierten während des Atlanta-Feldzugs gelang. Das Seegefecht selbst fand am 5. August 1864 statt, die restliche Zeit bis zum 23. August umfasste die Belagerung der konföderierten Forts Fort Gaines und Fort Morgan.

## Ausgangssituation
Mobile Bay mit der Stadt Mobile, Alabama war einer der letzten beiden Häfen der Konföderation, nachdem zuvor schon New Orleans und Galveston, Texas in die Hände der Union gefallen waren. Er war einer der Hauptanlaufpunkte für Blockadebrecher und in Richtung Golf von Mexiko mit den sich gegenüberliegenden Forts Gaines und Morgan auf zwei vorgelagerten Inseln geschützt. Über den Alabama konnten Truppen einfacher nach Selma, Alabama verschifft und von dort aus weiter per Eisenbahn oder zu fuß nach Atlanta, Georgia verlegt werden, das 1864 während des Atlanta-Feldzuges belagert wurde. Die Einnahme des Hafens von Mobile Bay würde also das Abschneiden dieses Nachschubstrangs der Konföderation bedeuten. Außerdem wollte der Befehlshaber der West Gulf Blockadeflotte, Konteradmiral David Glasgow Farragut, dem Bau weiterer Panzerschiffe in Mobile Bay zuvorkommen. Geplant war die Einnahme des Hafens und der zwei Forts in der Nähe.
Farragut erkannte bei Erkundung des Schauplatzes im Januar 1864, dass dazu – zusätzlich zu den vor dem Hafen patrouillierenden die Blockade aufrechterhaltenden Segelschiffen – Verstärkung durch Landungstruppen und insbesondere durch Panzerschiffe erforderlich war. Zu diesem Zeitpunkt standen den Konföderierten kaum Seestreitkräfte zur Verfügung. Farragut erkannte die günstige Gelegenheit und forderte Verstärkung durch Landungstruppen. Zu seiner Enttäuschung stieß er in Washington auf taube Ohren (man setzte dort stattdessen große Hoffnungen in den Red River-Feldzug) und musste tatenlos zusehen, wie die Südstaaten weiter Minen verlegten, ein eigenes Panzerschiff, die CSS Tennessee, ausrüsteten und drei hölzerne Kanonenboote (Gaines, Selma, Morgan) in der Mobile Bay stationierten. Die Herstellung der Gefechtsbereitschaft verzögerte sich aber auch bei den Konföderierten durch Probleme mit der Ausrüstung und bei der Zusammenstellung der Besatzung, die Admiral Franklin Buchanan aus den in Mobile stationierten Truppen des Generals Dabney Maury rekrutieren musste.
Farragut selbst erhielt seine ersten Panzerschiffe erst im Juni/Juli und ebenso die für die Belagerung nötigen Landungstruppen, die ihm General Edward Canby erst Mitte Juni zusagte. Der Angriff von See her sollte ursprünglich am 3. August beginnen, doch da die Ironclads der Union erst zwei Tage später vollzählig waren, wurde der Angriff um diese zwei Tage verschoben.
Zur Abwehr hatten die Südstaaten die Mobile Bay mit zahlreichen Torpedos vermint, die auch gegen Panzerschiffe wirksam waren. Dabei handelte es sich allerdings nicht um Torpedos im heutigen Sinne, sondern um Seeminen. Diese Minen waren insbesondere in der Mitte zwischen den beiden Inseln verlegt, so dass feindliche Schiffe gezwungen waren, nahe den Forts zu passieren.

## Seegefecht

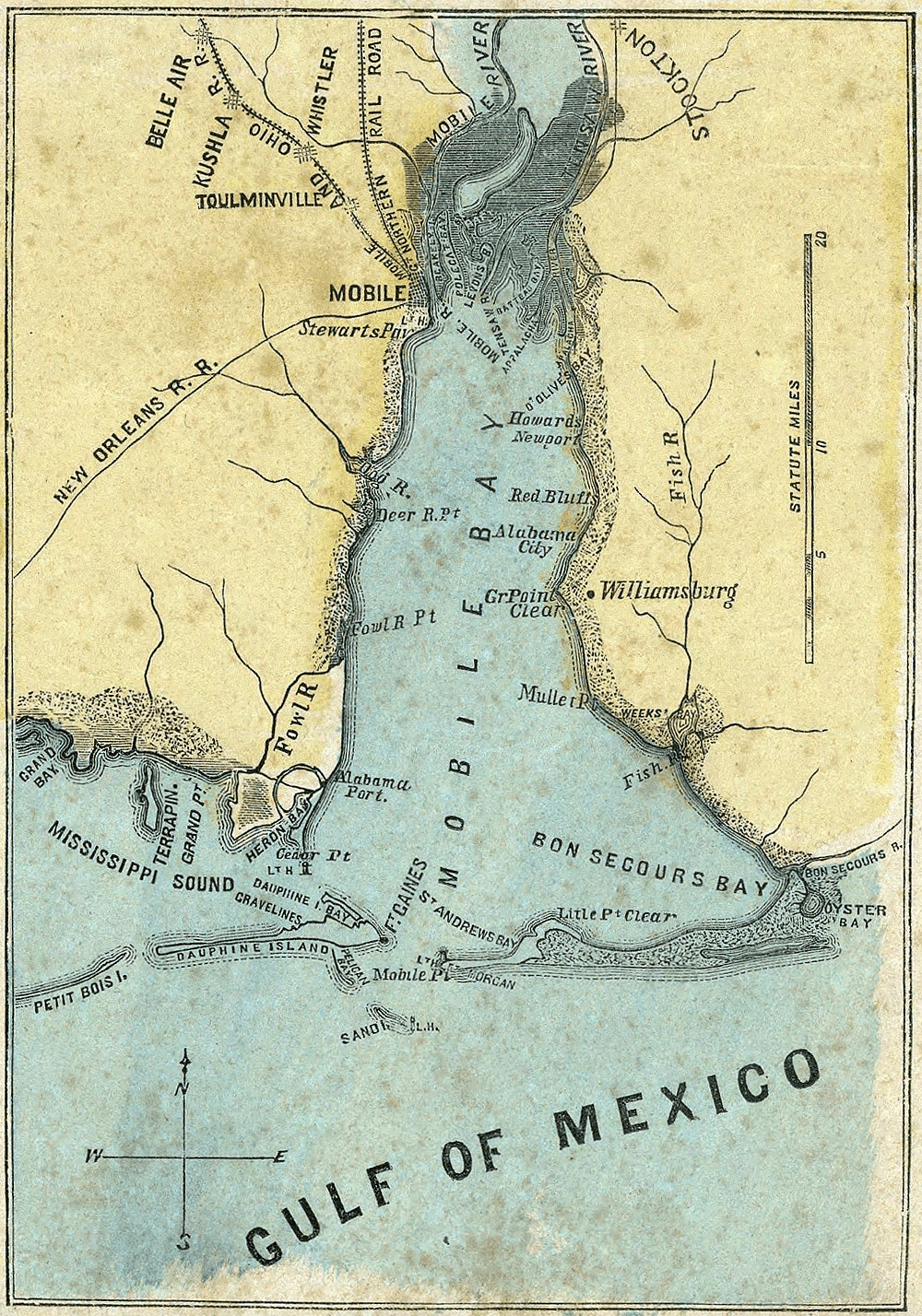
Karte des Kampfplatzes

Farragut befehligte 14 hölzerne Segelschiffe, darunter auch die Korvette USS Hartford als Flaggschiff, und die vier Monitore (Panzerschiffe) USS Tecumseh, USS Manhattan, USS Winnebago und USS Chickasaw. Die Brooklyn führte die Flotte an, da sie auch eine Vorrichtung zum Schutz gegen Minen besaß und so „den Weg freisprengte“.

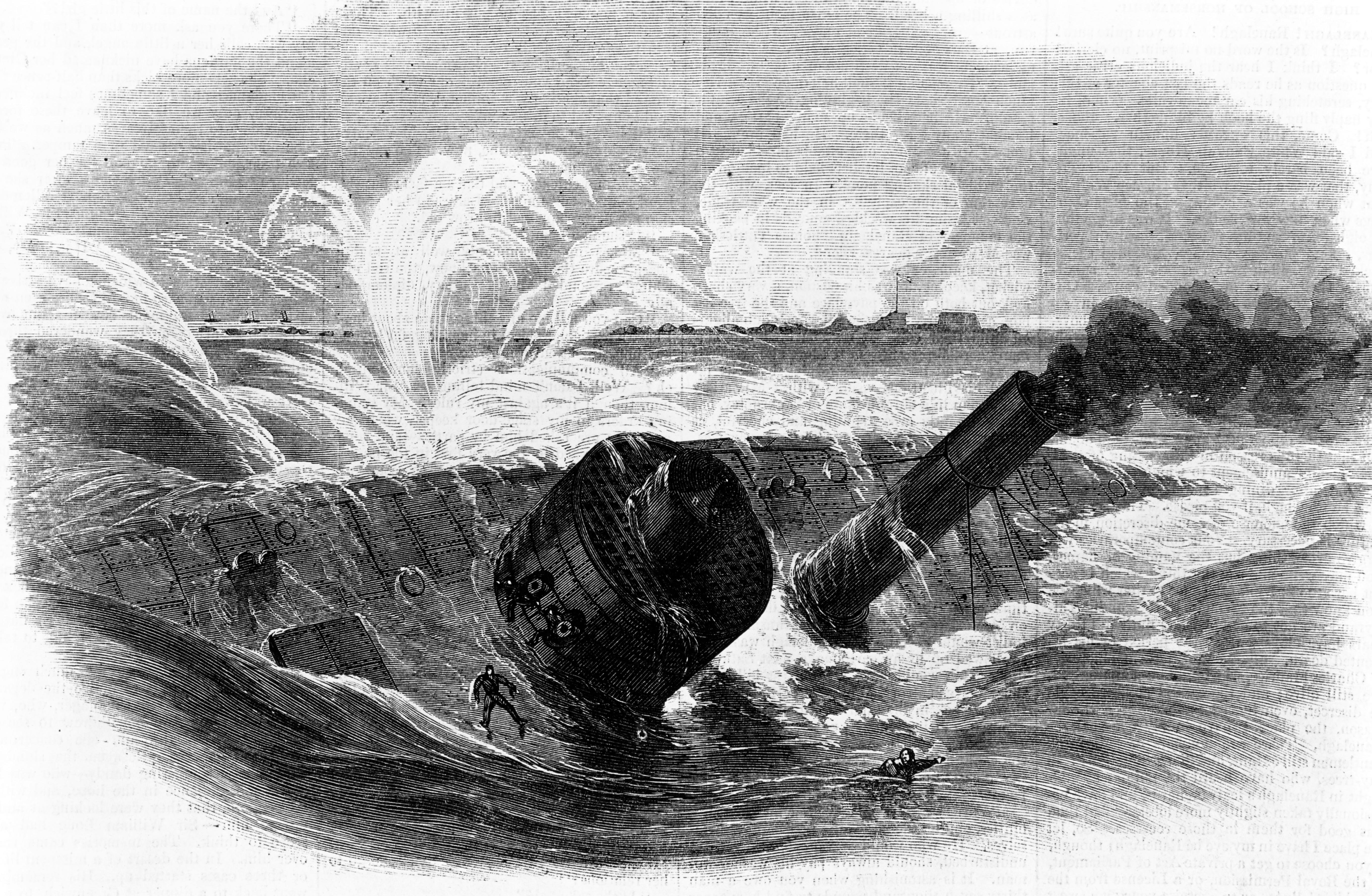
Untergang der Tecumseh

Um 5:30 Uhr begann der Angriff von See. Wie erwartet eröffneten die Forts der Konföderation das Feuer auf die 14 Segelschiffe. Geplant war, dass sich der Verband der Segler und der der Ironclads erst kurz vor der Hafeneinfahrt treffen sollten, aber die die Ironclads anführende USS Tecumseh war zu früh am Treffpunkt und konnte sich nicht in den durch die Vorhut der Brooklyn geschützten Verband einreihen. Eine Seemine (damals Torpedo genannt) riss die Tecumseh auf. Das Eisenschiff sank in nur 25 Sekunden, wobei nur 21 der 114 Mann der Besatzung überlebten. Der Untergang der Tecumseh machte den Großteil der 140 Mann Verluste der Union in diesem Seegefecht aus, bei dem die Südstaaten offiziell insgesamt nur 10 Mann verloren.
Zeitgleich stellte der Konvoi der Segler fest, dass der Zwangsweg durch das Minenfeld enger als erwartet war, woraufhin die Brooklyn zunächst stoppte. Farragut auf der USS Hartford erkannte aber, dass der Verband in Bewegung bleiben musste, um nicht der Festungsartillerie ausgesetzt zu sein, und gab die folgende, bis heute in den USA berühmte Parole aus: “Damn the torpedos! Full speed ahead!” (zu deutsch: „Vergesst die Torpedos! Volle Kraft voraus!“). Farragut bestieg den Großmast, um im Pulverdampf die Übersicht zu behalten, und ließ sein Flaggschiff die Spitze übernehmen. Tatsächlich schafften es alle Schiffe, mit Glück die Einfahrt mit relativ geringen Schäden zu passieren.
In der Bucht wurde danach ein Angriff der drei konföderierten Kanonenboote Selma, Gaines und Morgan von der Unionsflotte ohne größere Probleme zurückgeschlagen. Der Morgan gelang es zu fliehen, die Gaines lief auf einer Sandbank auf und wurde von der eigenen Mannschaft zerstört. Die Selma kapitulierte, nachdem der Kapitän schwer verwundet worden war. Die letzte Verteidigungslinie war die CSS Tennessee, das Flaggschiff von Admiral Franklin Buchanan. Sie versuchte vergeblich, die USS Hartford zu rammen. Der weitaus leichtere Segler konnte ihr ohne Probleme ausweichen. Im nachfolgenden Gefecht versuchten die Unionsschiffe ihrerseits das Ironclad zu rammen, hatten damit aber wenig Erfolg. Auf Dauer zeigte der schwere Beschuss der umstellten Tennessee, zuletzt durch die Chickasaw und Manhattan aus nächster Nähe, aber Wirkung. Ein Geschoss durchschlug schließlich die Panzerung und zerstörte das Steuer. Admiral Buchanan wurde schwer verletzt. Sein erster Offizier Johnston, der das Kommando übernommen hatte, musste kurz darauf die weiße Flagge hissen lassen. Die Seeschlacht war damit beendet. Die Tennessee wurde schnell instand gesetzt und schon kurz darauf als USS Tennessee von der Union in der Belagerung von Fort Morgan verwendet.

## Gefechte an Land

### Belagerung vonFort Gaines
Die Schlacht an Land hatte bereits am 3. August mit dem Beschuss des westlich der Einfahrt in die Mobile Bay gelegenen Fort Gaines begonnen. Truppen unter General Gordon Granger waren auf Dauphin Island gelandet und hatten mit der Abriegelung und Belagerung des Fort Gaines begonnen. 818 Mann Infanterie waren im Fort eingeschlossen und ihr Kommandeur Charles D. Anderson hatte Anweisung erhalten, um jeden Preis standzuhalten. Nach der Seeschlacht von allen Seiten eingekreist, zog es Anderson jedoch vor, am 8. August zu kapitulieren.

### Belagerung vonFort Morgan

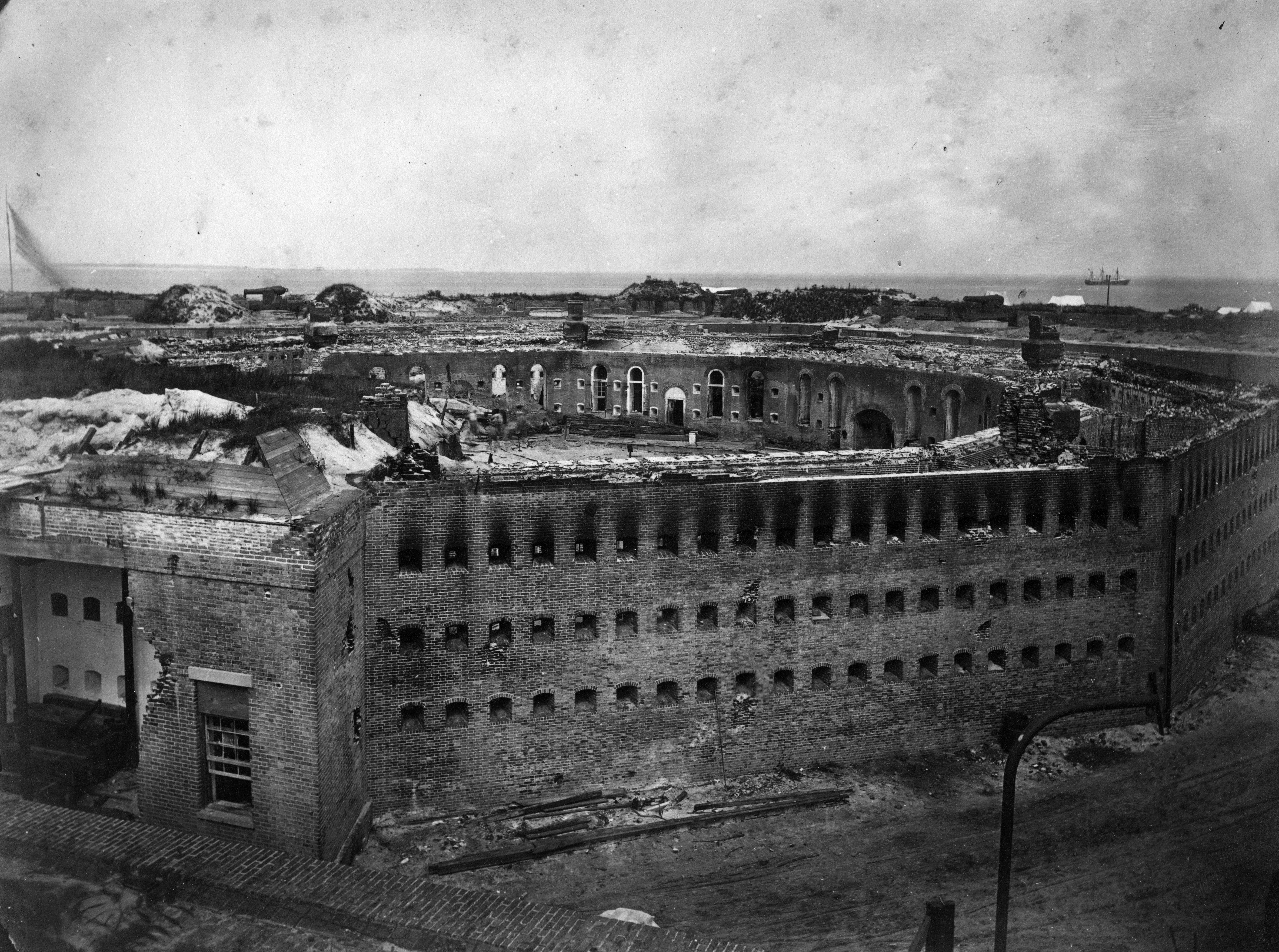
Das zerstörte Fort Morgan

Nach der Kapitulation der ersten Festung zogen die Unionstruppen sofort weiter nach Fort Morgan, um das zweite Fort zur Aufgabe zu zwingen. Den 618 Mann im Fort standen 5.500 Unionssoldaten gegenüber. Die belagernden Truppen unter Generalmajor Gordon Granger begannen am 9. August mit schwerem Artilleriebeschuss, dem die Belagerten kaum etwas entgegenzusetzen hatten. Als die Vorräte zur Neige gingen und der Mörser-Beschuss sich nach Verlust von zwei Außenbatterien am 16. August aus weniger als 500 m intensivierte, kapitulierten die Konföderierten im Fort am 23. August. Der Kommandant General Richard L. Page, ein Cousin von Robert E. Lee, der seinen Degen lieber zerbrach, als ihn bei der Kapitulation zu übergeben, wurde nach dem Ende der Kampfhandlungen arrestiert, weil er angeblich entgegen den Kapitulationsbedingungen zuvor noch Anlagen und Munition hatte zerstören lassen. Ein Kriegsgericht in New Orleans sprach ihn allerdings im Juli 1865 frei.

## Folgen der Schlacht
Mit Mobile Bay fiel der letzte Hafen der Konföderation östlich von Texas im Golf von Mexiko; übrig blieben die Häfen von Wilmington und das stark blockierte Charleston am Atlantik und Galveston in Texas. Die Stadt Mobile selbst blieb bis zur Schlacht von Fort Blakely im April 1865 in der Hand der Konföderierten, war aber abgeschnitten. Der Erfolg wurde vom Norden zunächst nicht richtig wahrgenommen, erst später bezeichnete man den Sieg als den ersten von zwei tödlichen Schlägen gegen die Konföderation – der andere war die Einnahme von Atlanta Anfang September 1864.